# إحسان العمد
إحسان العمد (1932-1995) مؤرخ وشاعر فلسطيني، من مواليد مدينة نابلس، تلقى فيها تعليمه الإبتدائي والثانوي. حصل على ليسانس الآداب من جامعة القاهرة 1959، وعلى الماجستير من جامعة الكويت عام 1972، والدكتوراه عام 1980 عن أطروحته "المؤرخ البلاذري". توفي عام 1995.

## حياته العملية
عمل إحسان صدقي العمد في الكويت مدرساً لخمس سنوات، ثم التحق بالإذاعة الكويتية محرراً لنشرات الأخبار، وفي حقل التلفزيون منذ 1964.ثم إنتقل إلى الأردن وعمل محاضراً بالجامعة الأردنية، وباحثاً في مؤسسة الإنتاج البرامجي المشترك - الكويت، وفي مؤسسة آل البيت - الأردن. كان عضواً في اتحاد المؤرخين العرب، ونال عدداً من شهادات التقدير من جهات كويتية ثقافية تقديراً لنشاطه.

## من مؤلفاته
للمؤرخ العمد العديد من الإنتاجات من الكتب ودواوين الشعر والأبحاث منها:
- كتاب الخبز في الحضارة العربية الإسلامية، صدر عن حوليات كلية الأداب، 1992.[7]
- كتاب الجذور التاريخية للدولة الأموية، صدرعن حوليات كلية الأداب، عام 1996.[8]
- كتاب الجذور التاريخية للأسرة الأموية، صدرعن مجلس النشر العلمي، عام 1997.
- له ديوان شعري مخطوط سماه " سجل المشاعر".
- قدم بحوثاً منشورة عن ( حركة مسيلمة الحنفي، حركة الأسود العنسي، حركة لقيط بن مالك الأزدي).

## مقالاته
له مجموعة من المقالات المنشورة وهي:
- المطوعة ودورهم في حراسة ديار العروبة والإسلام، نشرت في مجلة العربي عام 1982.
- قراءة ثانية من معجم البلدان لياقوت الحموي، نشرت في مجلة عالم الفكر عام 1983.
- دعوات مبكرة للسلم الإحتماعي عند العرب، مجلة العربي، 1983.
- وسائل الإنذار المبكر عند المسلمين، مجلة العربي، 1984.
- المخاطر عند العرب وكيف كانوا يقدرونها؟، مجلة العربي.1985.
- الطب النفسي عند العرب والمسلمين، مجلة العربي، 1986.
- مؤتمرات القمة الإسلامية بين الفكرة والتحقيق، العربي، 1986.
- الأسلحة النارية أكبر تحد واجه القوى التقليدية في أواخر العصور الوسطى، العربي،1987.
- أدعياء النبوة في صدر الإسلام طليحة بن خوليد الأسدي، مجلة دراسات تاريخية، 1989.
- نصوص تراثية حول وجود محتسب في المجتمع القرشي قبل الإسلام، مجمع اللغة العربية الأردني، 1991.